# Diocesi di Carolina
La diocesi di Carolina (in latino: Dioecesis Carolinensis in Brasilia) è una sede della Chiesa cattolica in Brasile suffraganea dell'arcidiocesi di São Luís do Maranhão. Nel 2021 contava 154.900 battezzati su 197.300 abitanti. È retta dal vescovo Francisco Lima Soares.

## Territorio
La diocesi è situata nella parte sud-occidentale dello stato brasiliano di Maranhão.
Sede vescovile è la città di Carolina, dove si trova la cattedrale di San Pietro d'Alcántara.
Il territorio si estende su 17.514 km² ed è suddiviso in 12 parrocchie.

## Storia
La prelatura territoriale di Carolina fu eretta il 14 gennaio 1958 con la bolla Qui aeque di papa Pio XII, ricavandone il territorio dalla prelatura territoriale di São José do Grajaú (oggi diocesi di Grajaú).
Il 16 ottobre 1979 la prelatura territoriale è stata elevata a diocesi con la bolla Cum praelaturae di papa Giovanni Paolo II.
Il 27 giugno 1987 ha ceduto porzioni del suo territorio a vantaggio dell'erezione della diocesi di Imperatriz.

## Cronotassi dei vescovi
Si omettono i periodi di sede vacante non superiori ai 2 anni o non storicamente accertati.
- Cesario Alessandro Minali, O.F.M.Cap. † (9 aprile 1958 - 13 giugno 1969 deceduto)
  - Sede vacante (1969-1971)
- Marcelino Sérgio Bicego, O.F.M.Cap. † (6 agosto 1971 - 22 gennaio 1980 deceduto)
- Evangelista Alcimar Caldas Magalhães, O.F.M.Cap. † (3 settembre 1981 - 12 settembre 1990 nominato prelato dell'Alto Solimões)
- Marzocelino Correr, O.F.M.Cap. † (13 marzo 1991 - 15 ottobre 2003 dimesso)
- José Soares Filho, O.F.M.Cap. (15 ottobre 2003 succeduto - 5 luglio 2017 dimesso)
- Francisco Lima Soares, dal 19 settembre 2018

## Statistiche
La diocesi nel 2021 su una popolazione di 197.300 persone contava 154.900 battezzati, corrispondenti al 78,5% del totale.
| anno | popolazione | popolazione | popolazione | presbiteri | presbiteri | presbiteri | presbiteri                | diaconi | religiosi | religiosi | parrocchie |
| anno | battezzati  | totale      | %           | numero     | secolari   | regolari   | battezzati per presbitero | diaconi | uomini    | donne     | parrocchie |
| ---- | ----------- | ----------- | ----------- | ---------- | ---------- | ---------- | ------------------------- | ------- | --------- | --------- | ---------- |
| 1966 | 120.000     | 150.000     | 80,0        | 15         |            | 15         | 8.000                     |         | 15        | 25        | 6          |
| 1970 | 72.160      | 81.750      | 88,3        | 15         |            | 15         | 4.810                     |         | 15        | 14        | 7          |
| 1976 | 270.000     | 286.423     | 94,3        | 16         | 1          | 15         | 16.875                    |         | 15        | 27        | 14         |
| 1980 | 235.000     | 251.000     | 93,6        | 16         | 4          | 12         | 14.687                    |         | 12        | 28        | 16         |
| 1990 | 107.200     | 135.000     | 79,4        | 9          | 4          | 5          | 11.911                    |         | 5         | 7         | 6          |
| 1999 | 120.980     | 150.000     | 80,7        | 9          | 7          | 2          | 13.442                    | 1       | 2         | 9         | 7          |
| 2000 | 121.980     | 152.000     | 80,3        | 7          | 6          | 1          | 17.425                    | 1       | 1         | 12        | 8          |
| 2001 | 115.000     | 148.000     | 77,7        | 8          | 7          | 1          | 14.375                    | 1       | 1         | 12        | 8          |
| 2002 | 120.000     | 148.000     | 81,1        | 9          | 8          | 1          | 13.333                    | 1       | 1         | 12        | 8          |
| 2003 | 116.000     | 145.000     | 80,0        | 9          | 8          | 1          | 12.888                    |         | 1         | 12        | 8          |
| 2004 | 121.000     | 150.000     | 80,7        | 9          | 8          | 1          | 13.444                    |         | 1         | 11        | 8          |
| 2006 | 136.000     | 156.000     | 87,2        | 11         | 10         | 1          | 12.363                    |         | 1         | 9         | 9          |
| 2013 | 154.200     | 171.400     | 90,0        | 15         | 13         | 2          | 10.280                    |         | 2         | 8         | 11         |
| 2016 | 158.100     | 175.800     | 89,9        | 12         | 12         |            | 13.175                    |         |           | 2         | 11         |
| 2019 | 162.037     | 183.000     | 88,5        | 15         | 14         | 1          | 10.802                    |         | 2         | 6         | 12         |
| 2021 | 154.900     | 197.300     | 78,5        | 14         | 14         |            | 11.064                    |         | 5         | 2         | 12         |